# Paseo de la Constitución

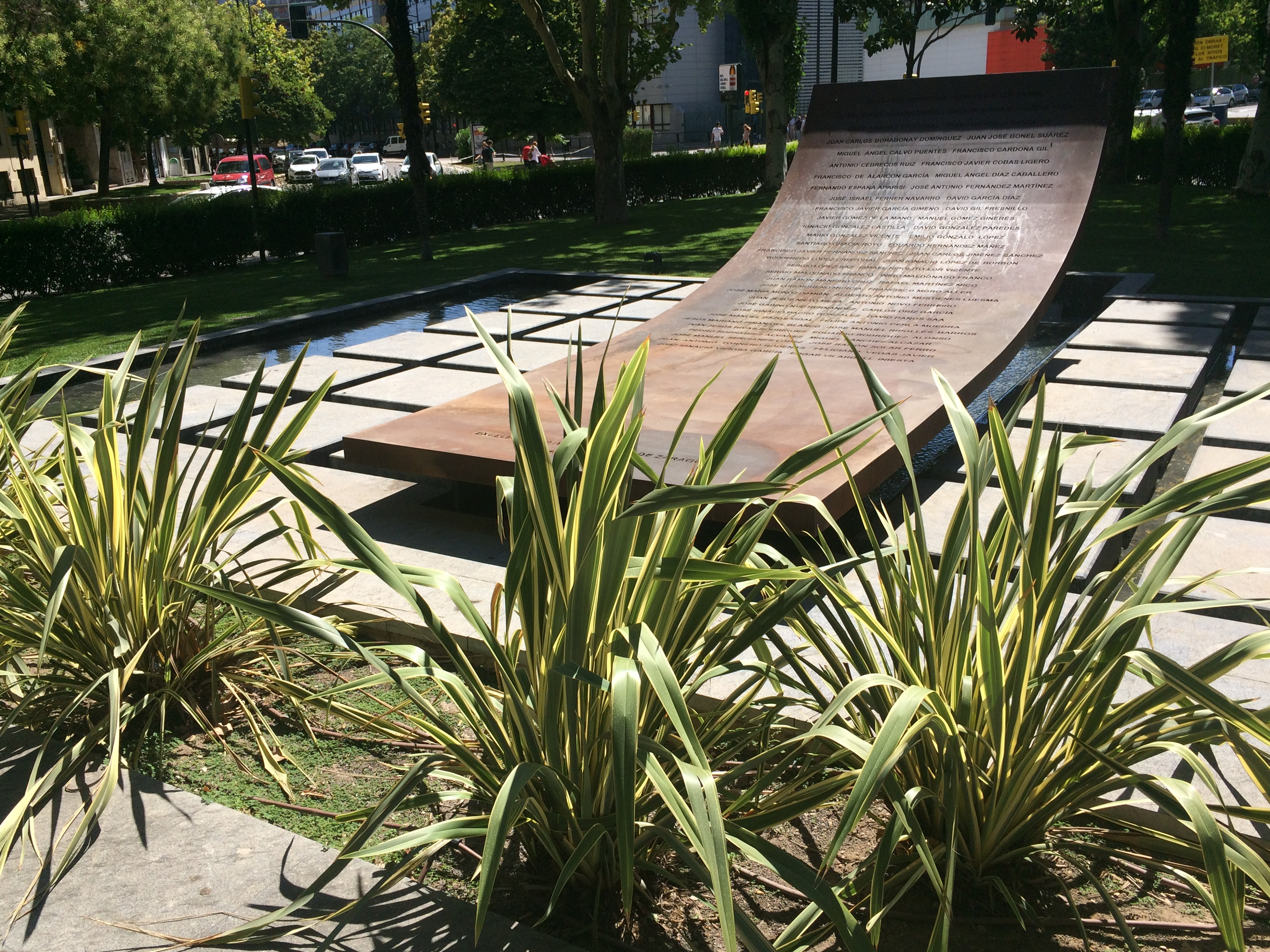
Monumento a las víctimas del Yak-42

El paseo de la Constitución es un paseo de Zaragoza, España que comprende el recorrido entre la Plaza Basilio Paraíso y el Paseo de la mina en el distrito centro de Zaragoza.

## Descripción e historia
El paseo de la Constitución comienza en la plaza de Basilio Paraíso y culmina en la avenida Cesáreo Alierta la altura del paseo de la Mina. Es una de las arterias más comerciales de la ciudad en donde se concentran instituciones bancarias, joyerías, boutiques o simples cafeterías. Cuenta con varias calzadas laterales y un bulevar central que destaca por la frondosidad y variedad de su vegetación lo que lo convierte en un agradable paseo. 
En 2016, el paseo sufrió una remodelación para incorporar dos carriles bici, uno en cada sentido de la circulación para lo que se suprimieron sendos carriles de automóvil. El primer tramo de las nuevas vías se abrió al público el 23 de mayo. En el paseo también se instalaron varias estaciones BiZi y aparcamientos para facilitar el uso de la bicicleta.
En el extremo Oeste, junto a la plaza de Paraíso se encuentra el Monumento a los Sitios, pero antes de llegar a este se localiza el paseo de las Damas y la zona de León XIII.
Asimismo, el 17 de abril de 2007 el alcalde de Zaragoza inauguró en el extremo Este del paseo un parque memorial dedicado a la memoria de los 62 militares fallecidos en el accidente aéreo de 2003, de los que 21 estaban destinados en Aragón. El monumento consiste en una fuente compuesta por un laberinto de canales de agua de la que emerge una placa de acero en la que están inscritos los nombres de los fallecidos. El diseño se completa con un pequeño elemento floral a modo de ofrenda natural a la memoria de las víctimas..

## Galería

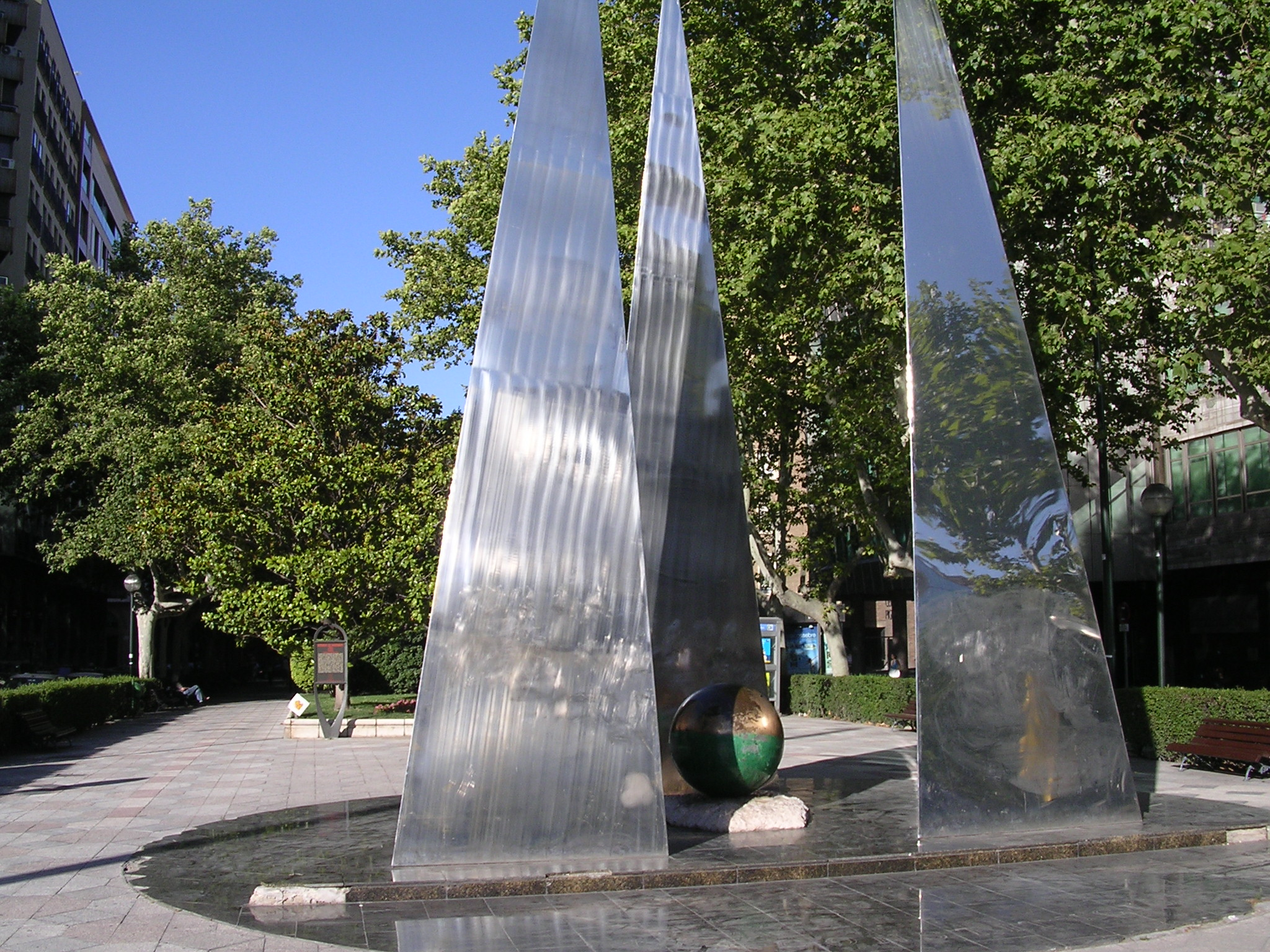
Vista del Monumento a la Constitución
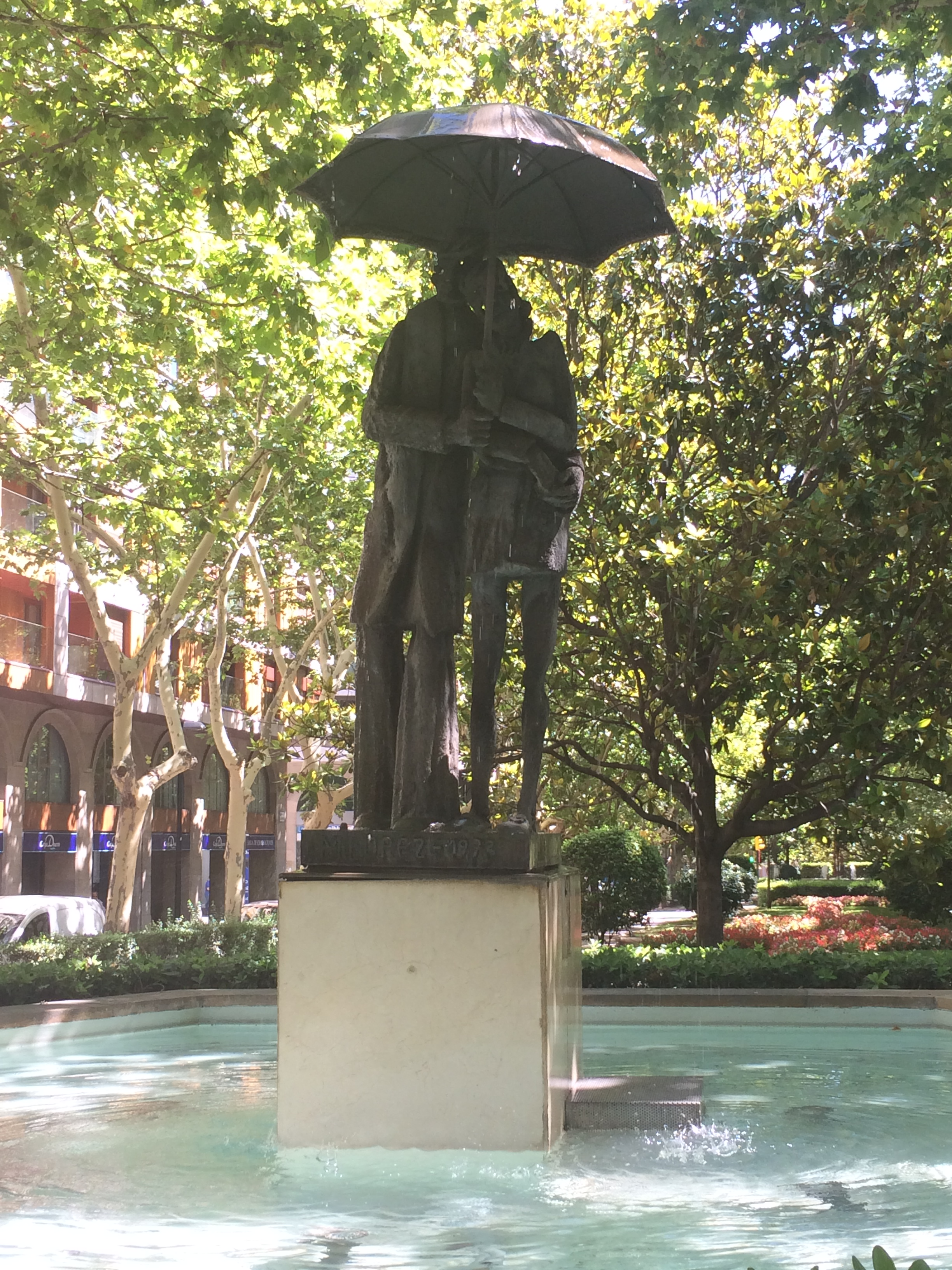
Escultura
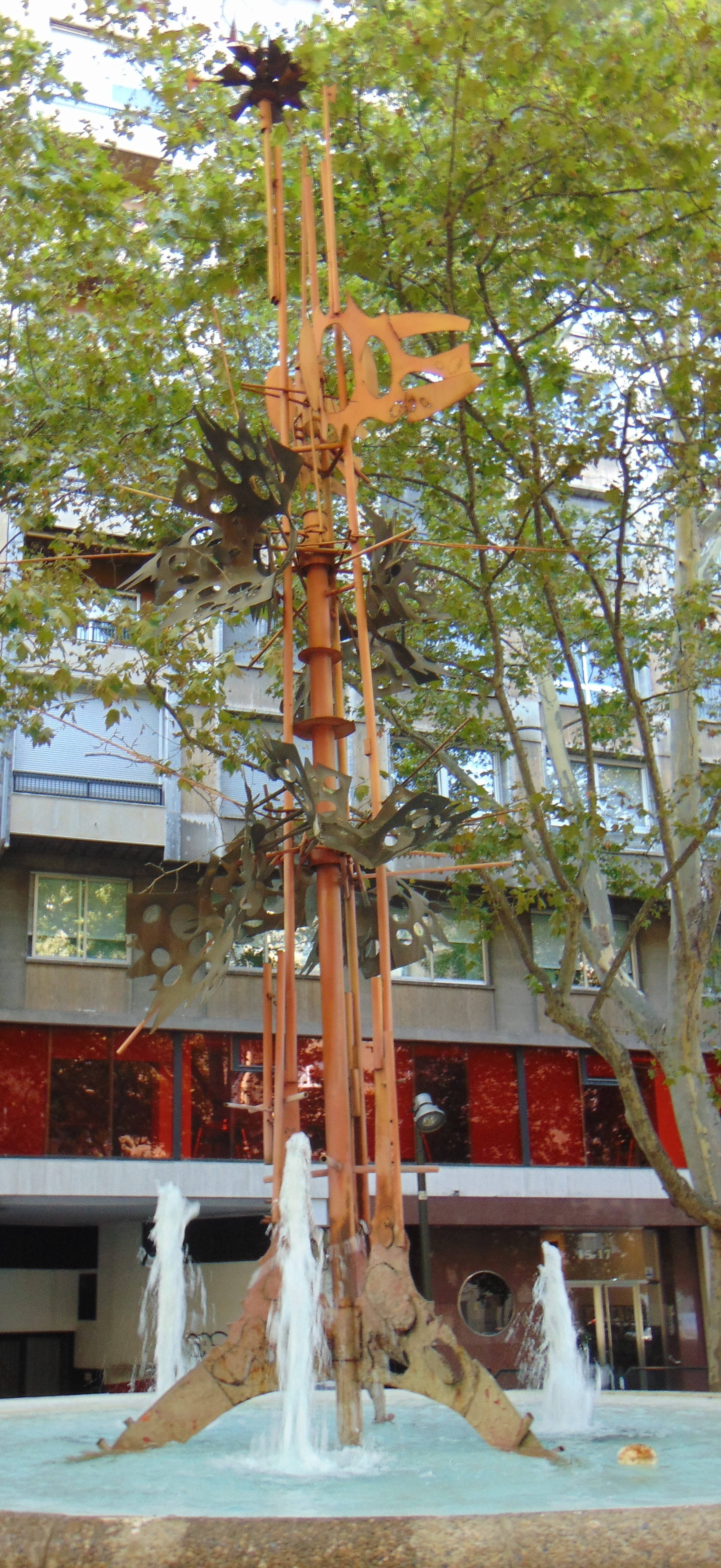
Mariposas de Ángel Orensanz
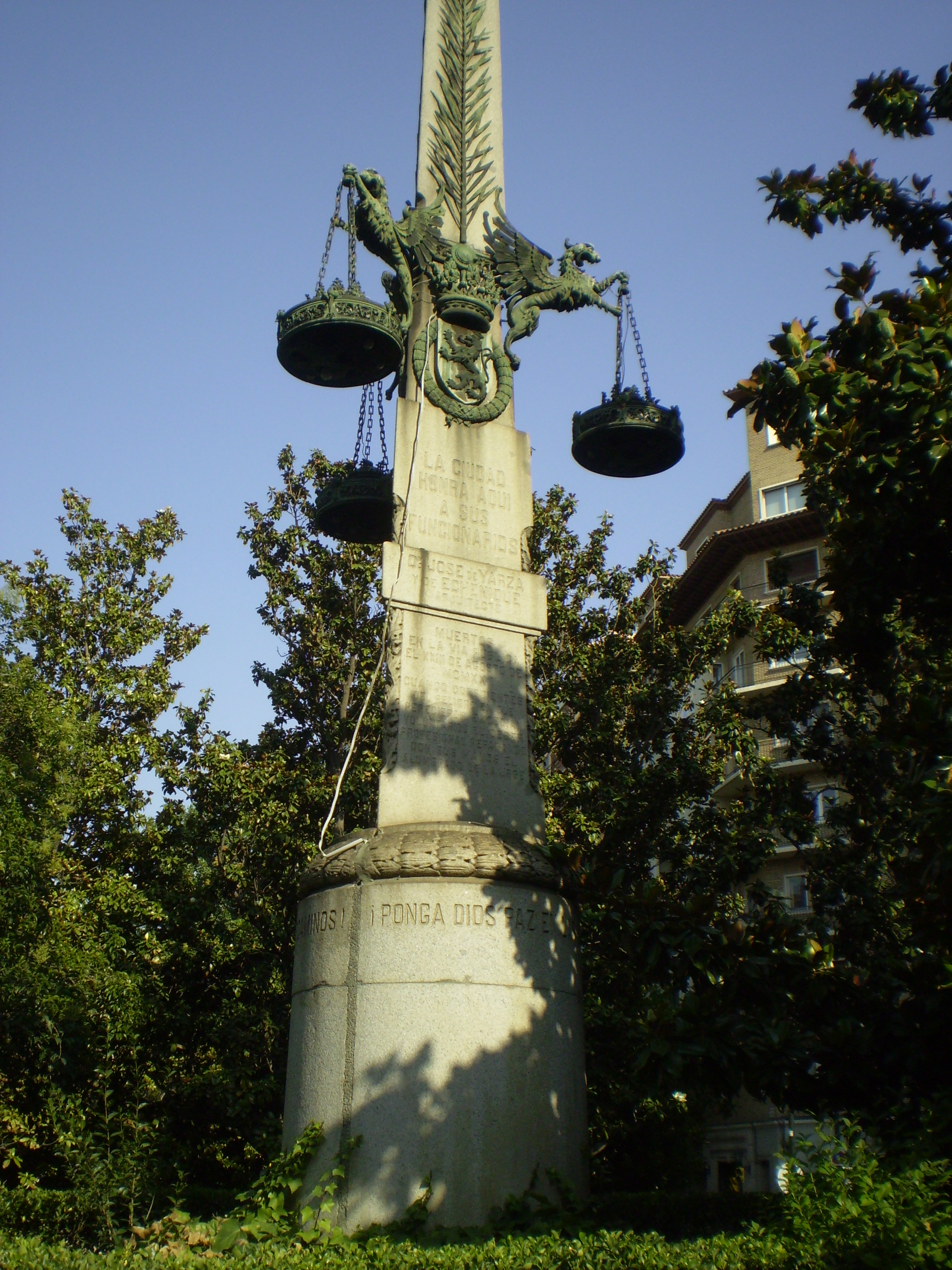
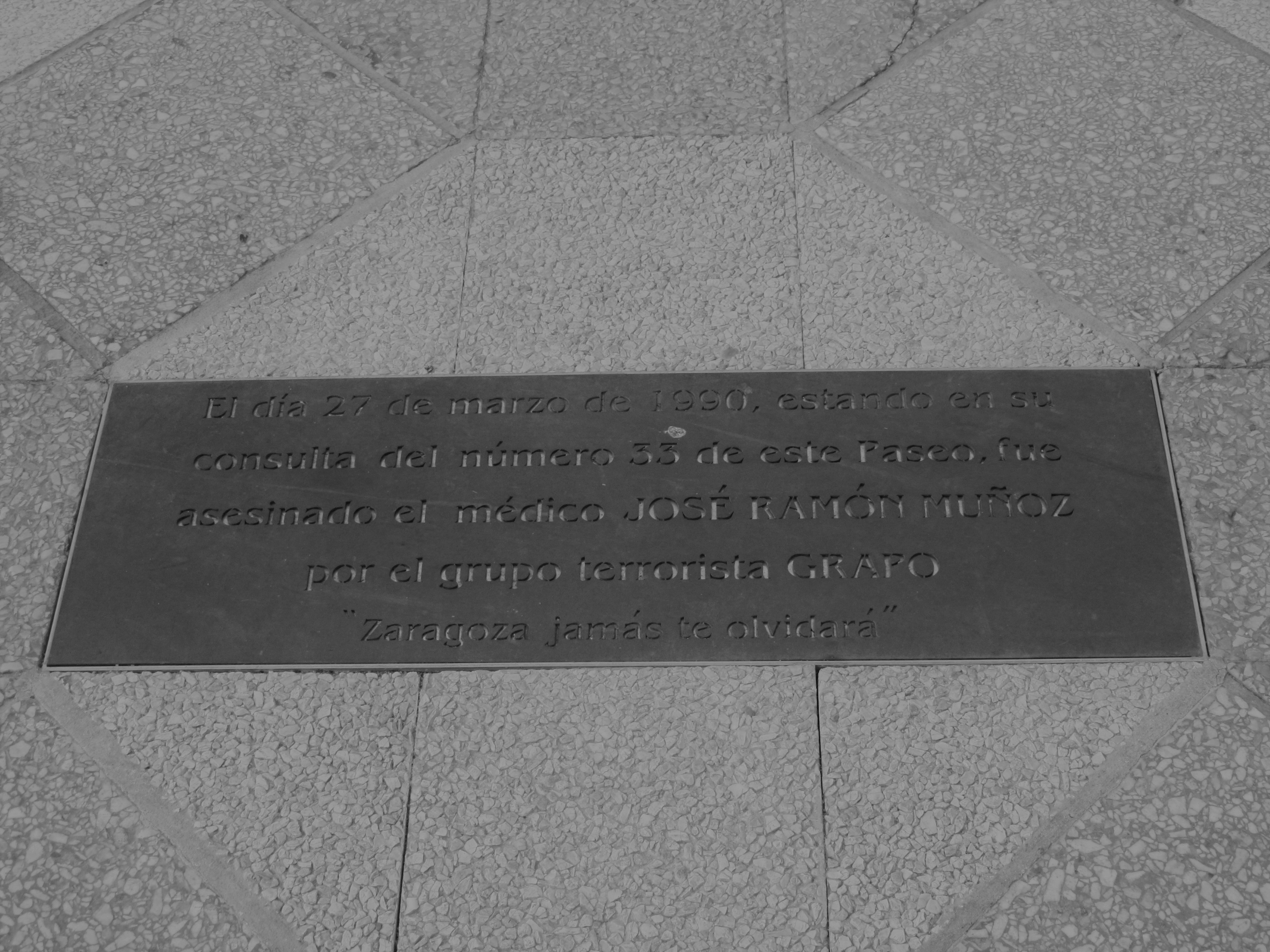
Placa a la memoria de José Ramón Muñoz
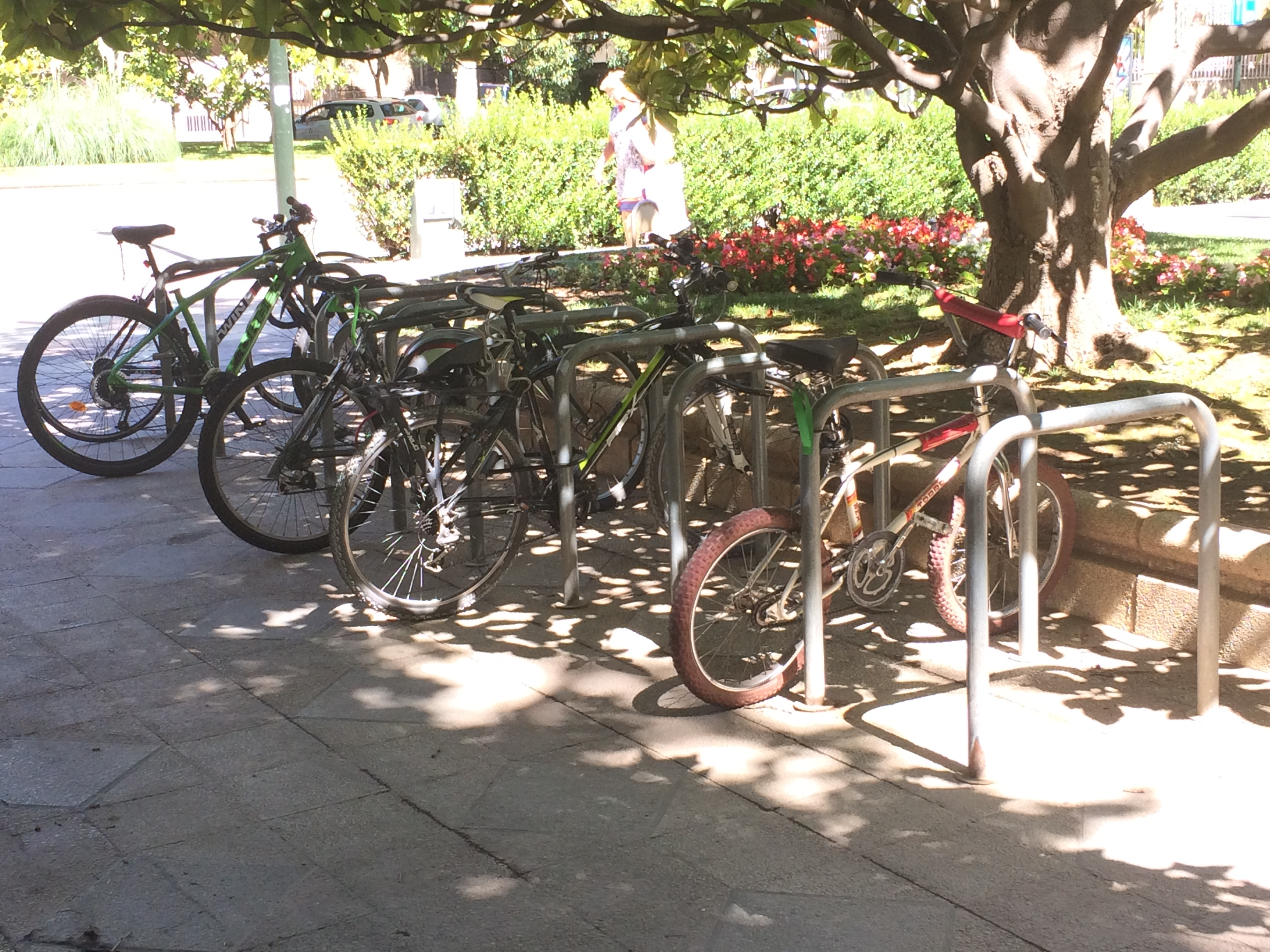
Aparacamiento de bicicletas
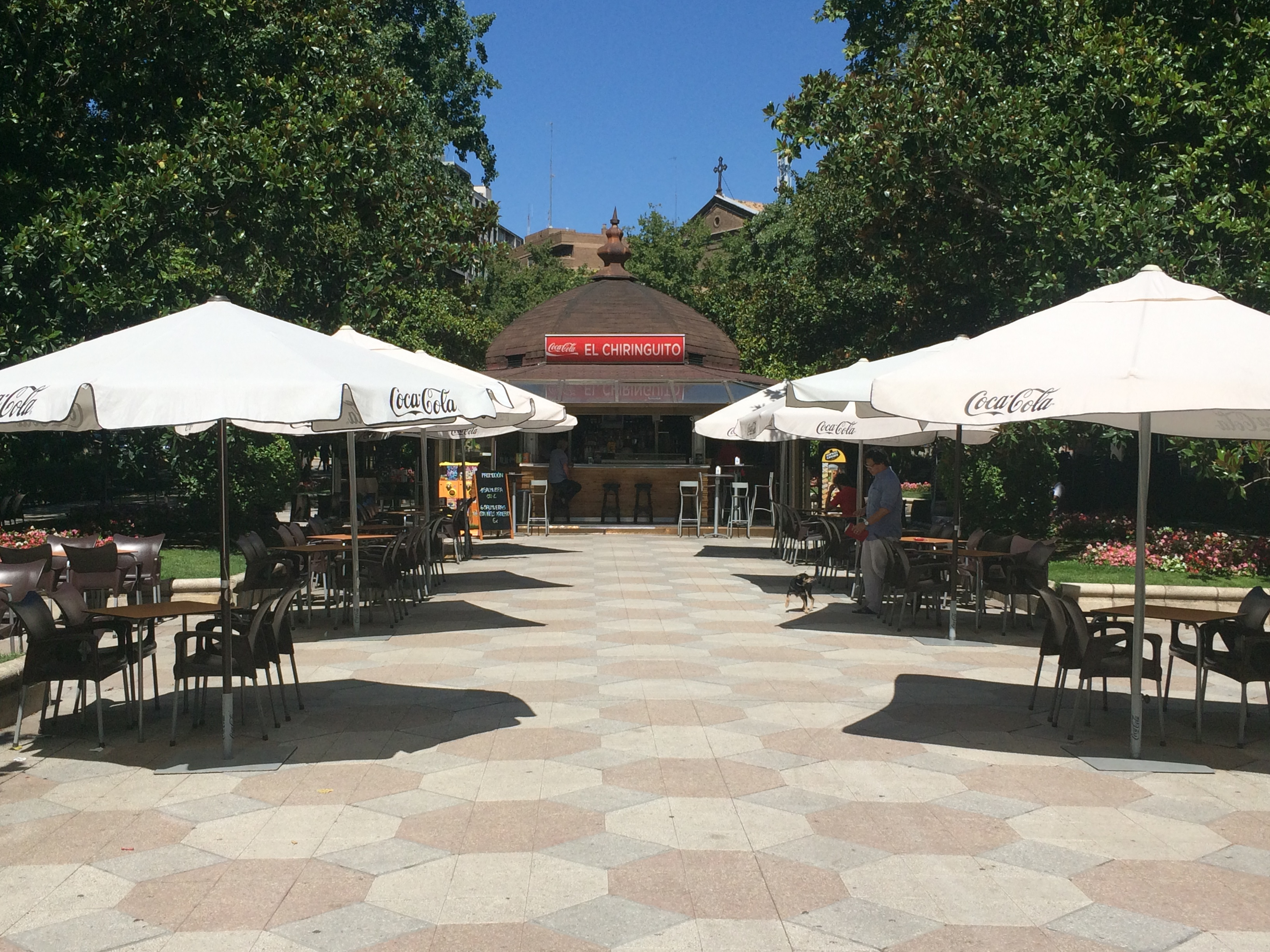
Cafetería con veladores